# Zofia Luiza Wirtemberska
Zofia Luiza Wirtemberska (ur. 19 lutego 1642 Stuttgart – zm. 13 października 1702) – księżniczka wirtemberska, margrabina Bayreuth.

## Życiorys
Była córką księcia Wirtembergii Eberharda III i jego pierwszej żony Anny Katarzyny von Salm-Kyrburg.
8 lutego 1671 roku wyszła za mąż za margrabiego Brandenburgii-Bayreuth Krystiana Ernesta (1644-1712). Ślub ten odbył się osiem miesięcy po śmierci pierwszej żony Krystiana Ernesta – Erdmute Zofii Wettyn (1644-1670).
Para miała szóstkę dzieci:
- Krystynę Eberhardynę (1671-1727) – elektorową Saksonii, królową Polski
- Eleonorę Magdalenę (1673-1711)
- Klaudię Eleonorę (1675-1676)
- Charlottę Emilię (1677-1678)
- Jerzego Wilhelma (1678-1726) – margrabiego Brandenburgii-Bayreuth
- Karola Ludwika (1679-1680)

Pięć miesięcy po jej śmierci Krystian Ernest ożenił się po raz trzeci – z Elżbietą Zofią Hohenzollern (1674-1748), córką elektora Brandenburgii Fryderyka Wilhelma I.